# Только погибший ответит
«Только погибший ответит» (пол. Tylko umarły odpowie) — польский детективный художественный фильм, снятый в 1969 году режиссёром Сильвестром Хенциньским на студии «Iluzjon».
Экранизация романа Артура Морены "Для мертвых время остановилось". 
Премьера фильма состоялась 	2 декабря 1969 года. В СССР фильм посмотрели 18 000 000 зрителей.

## Сюжет
Капитан милиции Вуйцик расследует убийство кассира государственного предприятия. Несмотря на, казалось бы, многочисленные версии, расследование заходит в тупик — врагов у покойного не было, кражи не обнаружено. Несмотря на прекращение дела, Вуйцик не хочет сдаваться. После смерти женщины, которая, вероятно, могла бы опознать убийцу, расследование возобновляется. Капитан считает, что ключом к раскрытию дела является прошлое убитого кассира. Расследуя дело, он обнаруживает разветвлённую шпионскую сеть, но чтобы поймать настоящего убийцу, ему придётся рискнуть не только своим здоровьем и карьерой, но и жизнью

## В ролях
- Рышард Филипский — Павел Вуйцик, капитан милиции
- Эва Вишневская — Рената Макух
- Януш Клосиньский — Марчук (Малик), охранник из "Протона", член шпионской сети
- Богуслав Сохнацкий — Франек Клосек, помощник Вуйцика, сержант
- Витольд Пыркош — поручник Витек
- Тадеуш Шмидт — Броняк, охранник из "Протона", член шпионской сети
- Элиаш Куземский — командир Вуйцика, майор
- Ядвига Хойнацкая — Марианна Вятрык, соседка Домбека
- Болеслав Плотницкий — доктор Болеслав Седляк, резидент
- Иоланта Лёте — Моника Кулиг, коллега Ренаты
- Анджей Красицкий — офицер госбезопасности
- Мария Збышевска — Эвелина Фальконёва, любимая женщина Домбека
- Александра Бонарская — главный бухгалтер "Протона"
- Халина Буйно-Лоза — монахиня
- Казимеж Дембицкий —
- Рышард Котыс — Марцин Пакош, бывший заместитель Домбека
- Станислав Михалик — директор "Протона"
- Казимеж Талярчик — Макух, отец Ренаты, смотритель дома Домбека
- Владислав Девойно — почтальон
- Стефания Колодзейчик — барменша
- Анджей Кулиг — эпизод
- Марта Лавиньская — официантка
- Фердинанд Матысик — милиционер
- Халина Романовская — эпизод
- Мариан Виснёвский — эпизод
- Анджей Мрозек — юноша на танцах (нет в титрах)